# Day Breaks
Day Breaks è il sesto album in studio della cantautrice statunitense Norah Jones, pubblicato nel 2016.
Il disco contiene nove brani originali e tre cover.
L'album arriva in prima posizione in Svizzera, in seconda nella Billboard 200, Austria, Nuova Zelanda, Vallonia (Belgio) e Taiwan, in terza in Germania, Francia e Fiandre (Belgio), in quarta in Australia e Giappone, in sesta in Portogallo, in settima in Italia e Canada, in ottava nei Paesi Bassi, in nona nella Official Albums Chart ed in Scozia ed in decima in Danimarca.

## Tracce
1. Burn (Norah Jones, Sarah Oda) – 4:38
2. Tragedy (Jones, Oda) – 4:14
3. Flipside (Jones, Peter Remm) – 3:41
4. It's a Wonderful Time for Love (Jones, Oda) – 3:53
5. And Then There Was You (Jones, Remm) – 3:05
6. Don't Be Denied (Neil Young) – 5:36
7. Day Breaks (Jones, Remm) – 3:57
8. Peace (Horace Silver) – 5:15
9. Once I Had a Laugh (Jones) – 3:12
10. Sleeping Wild (Oda) – 3:07
11. Carry On (Jones) – 2:48
12. Fleurette Africaine (African Flower) (Duke Ellington) – 5:21

## Formazione
- Brian Blade, batteria brani 1, 2, 3, 4, 5, 7, 8, 10, 11, 12
- Wayne Shorter, sassofono brani 1 e 12
- Lonnie Smith, brani 3 e 11